# Satori
Satori [satoɽi] (jap. 悟り, wörtlich: „Verstehen“) bezeichnet das Erlebnis der Erleuchtung im Zen-Buddhismus.

## Satori als Erfahrung

Satori in der Kanji-Schreibung

Satori ist die Erkenntnis vom universellen Wesen des Daseins, das auch als Urgrund oder Buddha-Natur bezeichnet wird. Es ist das Hauptmotiv des Zen-Buddhismus und kann nur durch persönliche Erfahrung verstanden werden. Auch wenn Satori der heute vorherrschenden Lehrmeinung zufolge blitzartig und unerwartet auftritt, geht dem Satoriereignis im Allgemeinen eine jahrelange Vorbereitungspraxis, zumeist durch Zazen, voraus. Einigen Lehrmeinungen zufolge wird Satori auch mit Zazen gleichgesetzt (siehe unten #Wege zum Satori). Eine andere Auffassung als das von Huinengs „südlicher Schule“ gelehrte plötzliche Satori propagierte im 7. Jahrhundert die sogenannte „nördliche Schule“ Shenxius (606?–706), die sich in dieser Auseinandersetzung nicht durchsetzen konnte. Allerdings werden bis heute oft unterschiedliche Stufen der Erleuchtung konstatiert.
Im Zen wird Satori konzeptionell als ein Bewusstsein erklärt, das nicht durch Eingriffe des unterscheidenden Intellekts beschränkt oder in seiner Sichtweite begrenzt wird. Meditative Erfahrungen, die dem Satori nahekommen und von Meditierenden beschrieben wurden, sind tendenziell Entgrenzungserfahrungen wie zum Beispiel eine beginnende Befreiung vom Ich oder von der Zeit. Menschen, die Satori erleben, sprechen von einem positiven „Gefühl der Leere“, von einem „unbedingten Glück“ und ähnlichen ganzheitlichen Erfahrungen. Die Satori-Erfahrung ist damit sowohl konkret wie auch metaphysisch begründbar.
Satori wird zwar oft als vorübergehender Zustand beschrieben, im Pali-Kanon jedoch als Grundzustand angegeben, der lediglich durch „Trübungen des Geistes“ (Kilesa) verdunkelt wird. Der im Westen bekanntere Begriff des Nirwana wurde gelegentlich als Gegenzustand zum Satori beschrieben. Das Paliwort Nibbana, das „Leerheit“ oder „Abwesenheit von Etwas“ bedeutet, wurde nach seiner Übertragung ins Thailändische, wo es lediglich „Abgekühltheit“ oder „Abwesenheit von Hitze“ im Sinne von Gelassenheit bedeutet, von dort aus weiterverbreitet. Vom Thailändischen wurde es ins Englische und aus dem Englischen wiederum ins Französische, Deutsche etc. übersetzt und vielerorts fälschlicherweise und sinnverzerrend als „Nichts“ oder „das Nichts“ deklariert. Tatsächlich bezeichnet Nibbana als Leerheit auch im profanen Sprachgebrauch lediglich die Abwesenheit von etwas Bestimmtem. Im Satori bezieht sich Leerheit auf die Abwesenheit des diskriminierenden Intellekts.
Zuweilen wird der Begriff Kenshō synonym oder aber als „kleines Satori“ verstanden.

## Wege zum Satori
Die beiden Hauptzweige des Zen-Buddhismus favorisieren je unterschiedliche Ansätze zum Erreichen des Satori. Anhänger der Sōtō-Schule, deren bekanntester Vertreter Zen-Meister Dōgen Kigen (1200–1253) ist, setzen Zazen und Satori praktisch gleich. In der Rinzai-Schule, die auf Myōan Eisai im Jahre 1191 zurückgeht, wird das Erreichen des Satori durch die Meditation paradoxer Lehrsätze (Kōans) geübt.
Dementsprechend beschreibt Daisetz Teitaro Suzuki zwei Wege zum Satori:
- die Versenkung im Zazen, wobei nach und nach der Geist von störenden Gedanken, Empfindungen und Emotionen befreit wird.
- die Herbeiführung einer großen geistigen Krise durch die Beschäftigung mit Kōans, aus der sich der Geist mit einem Sprung zum Satori befreit.